# Јамлиц
Јамлиц (њем. Jamlitz) општина је у њемачкој савезној држави Бранденбург. Једно је од 37 општинских средишта округа Даме-Шпревалд. Према процјени из 2010. у општини је живјело 600 становника. Посједује регионалну шифру (AGS) 12061224.

## Географски и демографски подаци
Јамлиц се налази у савезној држави Бранденбург у округу Даме-Шпревалд. Општина се налази на надморској висини од 54 метра. Површина општине износи 43,0 km². У самом мјесту је, према процјени из 2010. године, живјело 600 становника. Просјечна густина становништва износи 14 становника/km².